# Seppo Hänninen
Seppo Juhani Hänninen (* 11. Juli 1943 in Parikkala) ist ein ehemaliger finnischer Eisschnellläufer.

## Werdegang
Hänninen wurde im Jahr 1963 finnischer Juniorenmeister im Kleinen Vierkampf  und nahm von 1961 bis 1972 an internationalen Rennen teil. Dabei errang er bei seiner ersten Teilnahme an Olympischen Winterspielen im Februar 1964 in Innsbruck den 23. Platz über 1500 m. In den folgenden Jahren kam er bei der Mehrkampfweltmeisterschaft 1965 in Oslo auf den 21. Platz und bei der Mehrkampfweltmeisterschaft 1966 in Göteborg auf den 24. Rang im Großen Vierkampf. Bei den Olympischen Winterspielen 1968 in Grenoble wurde er mit einer Zeit von 40,8 Sekunden Achter über 500 m. Im Jahr 1970 kam er bei der Mehrkampfweltmeisterschaft in Oslo auf den 23. Platz im Großen Vierkampf und im Jahr 1971 bei der Sprintweltmeisterschaft in Berlin auf den 12. Rang im Sprint-Mehrkampf. In der Saison 1971/72 belegte er bei der Sprintweltmeisterschaft 1972 in Eskilstuna wie im Vorjahr den 12. Platz im Sprint-Mehrkampf und bei den Olympischen Winterspielen 1972 in Sapporo den 28. Platz über 1500 m sowie den fünften Rang über 500 m. Bei finnischen Meisterschaften siegte er dreimal über 500 m (1968–1970) und einmal im Sprint-Mehrkampf (1971). Sein Sohn Janne Hänninen war ebenfalls als Eisschnellläufer aktiv.

## Erfolge

### Olympische Spiele
- 1964 Innsbruck: 23. Platz 1500 m
- 1968 Grenoble: 8. Platz 500 m
- 1972 Sapporo: 5. Platz 500 m, 28. Platz 1500 m

### Mehrkampf-Weltmeisterschaften
- 1965 Oslo: 21. Platz Großer Vierkampf
- 1966 Göteborg: 24. Platz Großer Vierkampf
- 1970 Oslo: 23. Platz Großer Vierkampf

### Sprint-Weltmeisterschaften
- 1971 Berlin: 12. Platz Sprint-Mehrkampf
- 1972 Eskilstuna: 12. Platz Sprint-Mehrkampf

## Persönliche Bestzeiten
| Disziplin | Zeit        | Datum             | Ort          |
| --------- | ----------- | ----------------- | ------------ |
| 500 m     | 38,2 s      | 16. Januar 1972   | Davos        |
| 1000 m    | 1:19,3 min  | 7. Januar 1972    | Davos        |
| 1500 m    | 2:09,3 min  | 20. November 1971 | Inzell       |
| 3000 m    | 4:44,1 min  | 28. Januar 1965   | Almaty       |
| 5000 m    | 8:08,5 min  | 6. März 1965      | Lappeenranta |
| 10.000 m  | 16:44,1 min | 6. Februar 1966   | Oslo         |